# 4-オキソプロリンレダクターゼ
4-オキソプロリンレダクターゼ（4-oxoproline reductase）は、次の化学反応を触媒する酸化還元酵素である。
4-ヒドロキシ-L-プロリン + NAD+ {\displaystyle \rightleftharpoons } 4-オキソプロリン + NADH + H+
すなわち、この酵素の基質は4-ヒドロキシ-L-プロリンとNAD+、生成物は4-オキソプロリンとNADHとH+である。
アルギニンおよびプロリン代謝酵素の一つで、組織名は4-hydroxy-L-proline:NAD+ oxidoreductase、別名にはhydroxy-L-proline oxidaseがある。